# Danh sách tiểu hành tinh: 16101–16200
| Tên                  | Tên đầu tiên | Ngày phát hiện       | Nơi phát hiện                      | Người phát hiện          |
| -------------------- | ------------ | -------------------- | ---------------------------------- | ------------------------ |
| 16101 Notskas        | 1999 VA36    | 3 tháng 11 năm 1999  | Socorro                            | LINEAR                   |
| 16102 Barshannon     | 1999 VT68    | 4 tháng 11 năm 1999  | Socorro                            | LINEAR                   |
| 16103 Lorsolomon     | 1999 VU81    | 5 tháng 11 năm 1999  | Socorro                            | LINEAR                   |
| 16104 Stesullivan    | 1999 VT177   | 6 tháng 11 năm 1999  | Socorro                            | LINEAR                   |
| 16105 Marksaunders   | 1999 VL211   | 14 tháng 11 năm 1999 | Anderson Mesa                      | LONEOS                   |
| 16106 Carmagnola     | 1999 VW212   | 12 tháng 11 năm 1999 | Anderson Mesa                      | LONEOS                   |
| 16107 Chanmugam      | 1999 WQ2     | 27 tháng 11 năm 1999 | Baton Rouge                        | W. R. Cooney Jr.         |
| 16108 -              | 1999 WV3     | 28 tháng 11 năm 1999 | Oizumi                             | T. Kobayashi             |
| 16109 -              | 1999 WH6     | 28 tháng 11 năm 1999 | Đài thiên văn Zvjezdarnica Višnjan | K. Korlević              |
| 16110 Paganetti      | 1999 WU8     | 28 tháng 11 năm 1999 | Gnosca                             | S. Sposetti              |
| 16111 -              | 1999 XT4     | 4 tháng 12 năm 1999  | Catalina                           | CSS                      |
| 16112 Vitaris        | 1999 XK13    | 5 tháng 12 năm 1999  | Socorro                            | LINEAR                   |
| 16113 Ahmed          | 1999 XN23    | 6 tháng 12 năm 1999  | Socorro                            | LINEAR                   |
| 16114 Alyono         | 1999 XV23    | 6 tháng 12 năm 1999  | Socorro                            | LINEAR                   |
| 16115 -              | 1999 XH25    | 6 tháng 12 năm 1999  | Socorro                            | LINEAR                   |
| 16116 Balakrishnan   | 1999 XQ29    | 6 tháng 12 năm 1999  | Socorro                            | LINEAR                   |
| 16117 -              | 1999 XS29    | 6 tháng 12 năm 1999  | Socorro                            | LINEAR                   |
| 16118 Therberens     | 1999 XQ56    | 7 tháng 12 năm 1999  | Socorro                            | LINEAR                   |
| 16119 Bronner        | 1999 XS60    | 7 tháng 12 năm 1999  | Socorro                            | LINEAR                   |
| 16120 Burnim         | 1999 XV60    | 7 tháng 12 năm 1999  | Socorro                            | LINEAR                   |
| 16121 Burrell        | 1999 XD66    | 7 tháng 12 năm 1999  | Socorro                            | LINEAR                   |
| 16122 Wenyicai       | 1999 XW67    | 7 tháng 12 năm 1999  | Socorro                            | LINEAR                   |
| 16123 Jessiecheng    | 1999 XQ83    | 7 tháng 12 năm 1999  | Socorro                            | LINEAR                   |
| 16124 Timdong        | 1999 XR85    | 7 tháng 12 năm 1999  | Socorro                            | LINEAR                   |
| 16125 -              | 1999 XK86    | 7 tháng 12 năm 1999  | Socorro                            | LINEAR                   |
| 16126 -              | 1999 XQ86    | 7 tháng 12 năm 1999  | Socorro                            | LINEAR                   |
| 16127 Farzan-Kashani | 1999 XK92    | 7 tháng 12 năm 1999  | Socorro                            | LINEAR                   |
| 16128 Kirfrieda      | 1999 XS92    | 7 tháng 12 năm 1999  | Socorro                            | LINEAR                   |
| 16129 Kevingao       | 1999 XG97    | 7 tháng 12 năm 1999  | Socorro                            | LINEAR                   |
| 16130 Giovine        | 1999 XU97    | 7 tháng 12 năm 1999  | Socorro                            | LINEAR                   |
| 16131 Kaganovich     | 1999 XV97    | 7 tháng 12 năm 1999  | Socorro                            | LINEAR                   |
| 16132 Angelakim      | 1999 XH99    | 7 tháng 12 năm 1999  | Socorro                            | LINEAR                   |
| 16133 -              | 1999 XC100   | 7 tháng 12 năm 1999  | Socorro                            | LINEAR                   |
| 16134 -              | 1999 XE100   | 7 tháng 12 năm 1999  | Socorro                            | LINEAR                   |
| 16135 Ivarsson       | 1999 XY104   | 9 tháng 12 năm 1999  | Fountain Hills                     | C. W. Juels              |
| 16136 -              | 1999 XR109   | 4 tháng 12 năm 1999  | Catalina                           | CSS                      |
| 16137 -              | 1999 XX116   | 5 tháng 12 năm 1999  | Catalina                           | CSS                      |
| 16138 -              | 1999 XV119   | 5 tháng 12 năm 1999  | Catalina                           | CSS                      |
| 16139 -              | 1999 XO120   | 5 tháng 12 năm 1999  | Catalina                           | CSS                      |
| 16140 -              | 1999 XD125   | 7 tháng 12 năm 1999  | Catalina                           | CSS                      |
| 16141 -              | 1999 XT127   | 7 tháng 12 năm 1999  | Črni Vrh                           | Črni Vrh                 |
| 16142 Leung          | 1999 XC135   | 6 tháng 12 năm 1999  | Socorro                            | LINEAR                   |
| 16143 -              | 1999 XK142   | 12 tháng 12 năm 1999 | Socorro                            | LINEAR                   |
| 16144 Korsten        | 1999 XK144   | 15 tháng 12 năm 1999 | Fountain Hills                     | C. W. Juels              |
| 16145 -              | 1999 XP166   | 10 tháng 12 năm 1999 | Socorro                            | LINEAR                   |
| 16146 -              | 1999 XW170   | 10 tháng 12 năm 1999 | Socorro                            | LINEAR                   |
| 16147 Jeanli         | 1999 XL175   | 10 tháng 12 năm 1999 | Socorro                            | LINEAR                   |
| 16148 -              | 1999 XG188   | 12 tháng 12 năm 1999 | Socorro                            | LINEAR                   |
| 16149 -              | 1999 XS215   | 14 tháng 12 năm 1999 | Socorro                            | LINEAR                   |
| 16150 Clinch         | 1999 XZ227   | 9 tháng 12 năm 1999  | Anderson Mesa                      | LONEOS                   |
| 16151 -              | 1999 XF230   | 7 tháng 12 năm 1999  | Catalina                           | CSS                      |
| 16152 -              | 1999 YN12    | 30 tháng 12 năm 1999 | San Marcello                       | L. Tesi, M. Tombelli     |
| 16153 -              | 2000 AB      | 1 tháng 1 năm 2000   | Đài thiên văn Zvjezdarnica Višnjan | K. Korlević              |
| 16154 Dabramo        | 2000 AW2     | 1 tháng 1 năm 2000   | San Marcello                       | A. Boattini, M. Tombelli |
| 16155 Buddy          | 2000 AF5     | 3 tháng 1 năm 2000   | Reedy Creek                        | J. Broughton             |
| 16156 -              | 2000 AP39    | 3 tháng 1 năm 2000   | Socorro                            | LINEAR                   |
| 16157 Toastmasters   | 2000 AS50    | 5 tháng 1 năm 2000   | Fountain Hills                     | C. W. Juels              |
| 16158 Monty          | 2000 AV50    | 5 tháng 1 năm 2000   | Fountain Hills                     | C. W. Juels              |
| 16159 -              | 2000 AK62    | 4 tháng 1 năm 2000   | Socorro                            | LINEAR                   |
| 16160 -              | 2000 AZ66    | 4 tháng 1 năm 2000   | Socorro                            | LINEAR                   |
| 16161 -              | 2000 AC68    | 4 tháng 1 năm 2000   | Socorro                            | LINEAR                   |
| 16162 -              | 2000 AD68    | 4 tháng 1 năm 2000   | Socorro                            | LINEAR                   |
| 16163 Suhanli        | 2000 AD69    | 5 tháng 1 năm 2000   | Socorro                            | LINEAR                   |
| 16164 Yangli         | 2000 AO69    | 5 tháng 1 năm 2000   | Socorro                            | LINEAR                   |
| 16165 Licht          | 2000 AW83    | 5 tháng 1 năm 2000   | Socorro                            | LINEAR                   |
| 16166 Jonlii         | 2000 AQ84    | 5 tháng 1 năm 2000   | Socorro                            | LINEAR                   |
| 16167 Oertli         | 2000 AJ89    | 5 tháng 1 năm 2000   | Socorro                            | LINEAR                   |
| 16168 Palmen         | 2000 AR91    | 5 tháng 1 năm 2000   | Socorro                            | LINEAR                   |
| 16169 -              | 2000 AO95    | 4 tháng 1 năm 2000   | Socorro                            | LINEAR                   |
| 16170 -              | 2000 AS95    | 4 tháng 1 năm 2000   | Socorro                            | LINEAR                   |
| 16171 -              | 2000 AD97    | 4 tháng 1 năm 2000   | Socorro                            | LINEAR                   |
| 16172 -              | 2000 AZ97    | 4 tháng 1 năm 2000   | Socorro                            | LINEAR                   |
| 16173 -              | 2000 AC98    | 4 tháng 1 năm 2000   | Socorro                            | LINEAR                   |
| 16174 Parihar        | 2000 AX116   | 5 tháng 1 năm 2000   | Socorro                            | LINEAR                   |
| 16175 Rypatterson    | 2000 AL118   | 5 tháng 1 năm 2000   | Socorro                            | LINEAR                   |
| 16176 -              | 2000 AZ126   | 5 tháng 1 năm 2000   | Socorro                            | LINEAR                   |
| 16177 Pelzer         | 2000 AR127   | 5 tháng 1 năm 2000   | Socorro                            | LINEAR                   |
| 16178 -              | 2000 AT127   | 5 tháng 1 năm 2000   | Socorro                            | LINEAR                   |
| 16179 -              | 2000 AL134   | 4 tháng 1 năm 2000   | Socorro                            | LINEAR                   |
| 16180 Rapoport       | 2000 AZ136   | 4 tháng 1 năm 2000   | Socorro                            | LINEAR                   |
| 16181 -              | 2000 AC137   | 4 tháng 1 năm 2000   | Socorro                            | LINEAR                   |
| 16182 -              | 2000 AH137   | 4 tháng 1 năm 2000   | Socorro                            | LINEAR                   |
| 16183 -              | 2000 AX138   | 5 tháng 1 năm 2000   | Socorro                            | LINEAR                   |
| 16184 -              | 2000 AD142   | 5 tháng 1 năm 2000   | Socorro                            | LINEAR                   |
| 16185 -              | 2000 AH164   | 5 tháng 1 năm 2000   | Socorro                            | LINEAR                   |
| 16186 -              | 2000 AK164   | 5 tháng 1 năm 2000   | Socorro                            | LINEAR                   |
| 16187 -              | 2000 AP164   | 5 tháng 1 năm 2000   | Socorro                            | LINEAR                   |
| 16188 -              | 2000 AH175   | 7 tháng 1 năm 2000   | Socorro                            | LINEAR                   |
| 16189 Riehl          | 2000 AT187   | 8 tháng 1 năm 2000   | Socorro                            | LINEAR                   |
| 16190 -              | 2000 AK191   | 8 tháng 1 năm 2000   | Socorro                            | LINEAR                   |
| 16191 Rubyroe        | 2000 AO205   | 10 tháng 1 năm 2000  | Oaxaca                             | J. M. Roe                |
| 16192 Laird          | 2000 AU207   | 4 tháng 1 năm 2000   | Kitt Peak                          | Spacewatch               |
| 16193 Nickaiser      | 2000 AV207   | 4 tháng 1 năm 2000   | Kitt Peak                          | Spacewatch               |
| 16194 Roderick       | 2000 AJ231   | 4 tháng 1 năm 2000   | Anderson Mesa                      | LONEOS                   |
| 16195 -              | 2000 AQ236   | 5 tháng 1 năm 2000   | Socorro                            | LINEAR                   |
| 16196 -              | 2000 AR236   | 5 tháng 1 năm 2000   | Socorro                            | LINEAR                   |
| 16197 Bluepeter      | 2000 AA243   | 7 tháng 1 năm 2000   | Anderson Mesa                      | LONEOS                   |
| 16198 Búzios         | 2000 AB243   | 7 tháng 1 năm 2000   | Anderson Mesa                      | LONEOS                   |
| 16199 Rozenblyum     | 2000 BX26    | 30 tháng 1 năm 2000  | Socorro                            | LINEAR                   |
| 16200 -              | 2000 BT28    | 30 tháng 1 năm 2000  | Socorro                            | LINEAR                   |